# Tangara preciosa
Tangara preciosa là một loài chim trong họ Thraupidae.